# Margrit Osterwold
Margrit Osterwold (* 1. September 1944 in Hamburg) ist eine deutsche Verlegerin und Hörbuchregisseurin. Sie gründete den Verlag Hörbuch Hamburg und leitete ihn bis 2009.

## Werdegang
Osterwold absolvierte eine Ausbildung zur Buchhändlerin im Paul Parey Zeitschriftenverlag (Jagdzeitschrift „Wild und Hund“). 1968 wechselte sie in die Herstellung des Spiegel Verlags, wo sie bis 1972 tätig war. Nach zweijähriger Tätigkeit für die McCann Werbeagentur  kehrte sie in die Buchbranche zurück und arbeitete als Werbeleiterin für den S. Fischer Verlag (1974-79), Ullstein Verlag (1979-82), Hoffmann und Campe Verlag (1984-92) und Gruner + Jahr (1992-95). 1995 stieg Osterwold erneut als Werbeleiterin bei Hoffmann und Campe ein und kümmerte sich zusätzlich um den Aufbau des Hörbuchprogramms. Von 1999 an war sie dort für das Hoffmann und Campe Hörbuchprogramm verantwortlich sowie Herausgeberin der Heyne- und Ullstein-Hörbücher (1999–2003). Am 1. April 1999 gründete sie den Hörbuch-Verlag Hörbuch Hamburg.
Sie lebt in Hamburg war mit dem ehemaligen Justizsenator in Berlin Gerhard M. Meyer verheiratet. Aus der Ehe von Margrit Osterwold-Meyer und Gerhard Meyer ging der Sohn Jan Moritz Meyer hervor.

## Verlegerin
Das entscheidende Hörerlebnis hatte Margrit Osterwold in den 1970er Jahren auf einer Autofahrt mit dem Hörbuch „Schloss Gripsholm“ von Kurt Tucholsky, das in der damaligen Ausgabe von Sprecher Uwe Friedrichsen interpretiert wurde. Mit 54 Jahren, am 1. April 1999, gründete sie den unabhängigen Hörbuch-Verlag Hörbuch Hamburg. Als Verlegerin, Herausgeberin, Lektorin und Regisseurin in Personalunion lag der Fokus des Programms auf Sachbüchern, vor allem aber literarischen Titeln. Osterwold war es  wichtig, eine Balance zwischen literarisch anspruchsvollen und umsatzstarken Titeln zu halten.
Seit 2006 ist Bonnier Media Deutschland, eine 1993 gegründete Tochtergesellschaft des schwedischen Medienkonzerns Bonnier, Hauptgesellschafter des Verlags. Im Herbst 2007 wurde das Programm von Hörbuch Hamburg um das Kinder- und Jugendhörbuchlabel Silberfisch erweitert. 2009 kam das Erwachsenenlabel OSTERWOLDaudio hinzu. Im selben Jahr übergab Margrit Osterwold die Geschäftsführung und Verlagsleitung an Johannes Stricker, der das Unternehmen bis 2022 führte. Heute leitet dessen Nachfolger Colin Hauer den Verlag. Margrit Osterwold ist dem Verlag als freie Hörbuch-Regisseurin und Bearbeiterin von Produktionen weiterhin verbunden.

## OSTERWOLD
2004 rief sie den undotierten, nach ihr benannten, ersten Sprecherpreis der Bundesrepublik Deutschland, den OSTERWOLD, ins Leben, um die Sprecherleistung der Schauspieler und Schauspielerinnen explizit zu würdigen. Die von dem Berliner Künstler Volker März gestalteten Figuren wurden seither alljährlich im Rahmen einer großen Verleihung vergeben. Bisher ausgezeichnet wurden Marlen Diekhoff, Charles Brauer, Nina Petri, Ulrich Pleitgen, Eva Mattes, Heikko Deutschmann, Monica Bleibtreu, Walter Kreye, Andrea Maria Schenkel (Autorenpreis), Katja Riemann, Dietmar Mues, Max Goldt (Autorenpreis), Ulrike Grote, Gustav Peter Wöhler, Andreas Steinhöfel (Autorenpreis), Stefanie Stappenbeck, Matthias Brandt, Hans Scheibner (Autorenpreis), Elisabeth Schwarz, August Zirner, Sascha Icks, Peter Jordan, Hans Löw, Stephan Schad, Volker Klüpfel und Michael Kobr (Autorenpreis), Julia Nachtmann und Gert Heidenreich. Die Preisträger 2014 sind Victoria Trauttmansdorff und Burghart Klaußner. Seitdem wurde der Preis nicht mehr verliehen.

## Auszeichnungen
Zusammen mit der Regisseurin und Autorin Gabriele Kreis erhielt sie 2013, sowohl in der Kategorie „7-11 Jahre“ als auch von der Kinderjury den Deutschen Kinderhörbuchpreis BEO für die „Beste Regie“ für die mehrstimmige Lesung und Besetzung von „Wunder“ von Raquel J. Palacio (Silberfisch).

## Bearbeitung und Regie (Auswahl)
- 2014: Nele Neuhaus, Die Lebenden und die Toten, Sprecher: Julia Nachtmann, Hörbuch Hamburg, ISBN 978-3-89903-848-4.
- 2014: Per Petterson, Nicht mit mir, Sprecher: Sebastian Rudolph, Walter Kreye, Bernd Grawert und Nina Petri, Hörbuch Hamburg, ISBN 978-3-89903-843-9.
- 2014: Ted Thompson, Land der Gewohnheit, Sprecher: Hans Kremer, Hörbuch Hamburg, ISBN 978-3-89903-839-2.
- 2014: Sofi Oksanen, Als die Tauben verschwanden, Sprecher: Julia Nachtmann, Wanja Mues, Birte Schnöink und Jörg Pohl, Hörbuch Hamburg, ISBN 978-3-89903-896-5.
- 2014: Eoin Colfer, Hinterher ist man immer tot, Sprecher: Peter Lohmeyer, Hörbuch Hamburg, ISBN 978-3-89903-326-7.
- 2014: Elisabeth de Waal, Donnerstags bei Kanakis, Sprecher: Hanns Zischler, Hörbuch Hamburg, ISBN 978-3-89903-736-4.
- 2014: Heinrich Steinfest, Der Allesforscher, Sprecher: Markus Boysen, OSTERWOLDaudio, ISBN 978-3-86952-211-1.
- 2014: Hans Fallada, Der Alpdruck, Sprecher: Ulrich Noethen, OSTERWOLDaudio, ISBN 978-3-86952-204-3.
- 2014: Nicolas Barreau, Paris ist immer eine gute Idee, OSTERWOLDaudio, Sprecher: Steffen Groth, ISBN 978-3-86952-232-6.
- 2014: John Gapper, Die Diagnose, Sprecher: Simon Jäger, OSTERWOLDaudio, ISBN 978-3-86952-180-0.
- 2013: Egon Bahr, Das musst du erzählen. Erinnerungen an Willy Brandt, Sprecher: Egon Bahr, Hörbuch Hamburg, ISBN 978-3-89903-886-6.
- 2013: Cid Jonas Gutenrath, 110 – Ein Bulle bleibt dran. Neue Geschichten aus der Notrufzentrale, Sprecher: Peter Jordan, Hörbuch Hamburg, ISBN 978-3-86909-133-4.
- 2013: Linus Reichlin, Das Leuchten in der Ferne, Sprecher: Thomas Sarbacher, Hörbuch Hamburg, ISBN 978-3-89903-864-4.
- 2013: Margarita Kinstner, Mittelstadtrauschen, Sprecher: Andrea Sawatzki, Hörbuch Hamburg, ISBN 978-3-89903-880-4.
- 2013: Eva Stachniak, Der Winterpalast, Sprecher: Anna Thalbach, Hörbuch Hamburg, ISBN 978-3-86909-132-7.
- 2013: Monika Peetz, Die Dienstagsfrauen zwischen Kraut und Rüben, Sprecher: Nina Hoger, Hörbuch Hamburg, ISBN 978-3-89903-870-5.
- 2013: Andrea Hirata, Die Regenbogentruppe, Sprecher: Sebastian Rudolph, Hörbuch Hamburg, ISBN 978-3-89903-859-0.
- 2013: Eva Stachniak, Die Zarin der Nacht, Sprecher: Angelika Thomas, Hörbuch Hamburg, ISBN 978-3-89903-875-0.
- 2013: Dave Eggers, Ein Hologramm für den König, Sprecher: Ulrich Pleitgen, Hörbuch Hamburg, ISBN 978-3-89903-856-9.
- 2013: John le Carré, Empfindliche Wahrheit, Sprecher: Matthias Brandt, Hörbuch Hamburg, ISBN 978-3-89903-881-1.
- 2013: Arno Geiger, Es geht uns gut, Sprecher: Matthias Brandt, Hörbuch Hamburg, ISBN 978-3-89903-398-4.
- 2013: Sabine Durrant, Ich bin unschuldig, Sprecher: Julia Nachtmann, OSTERWOLDaudio, ISBN 978-3-86952-177-0.
- 2012: Bettina Haskamp, Jetzt ist gut, Knut, Sprecher: Anne Weber, Hörbuch Hamburg, ISBN 978-3-89903-947-4.
- 2012: Matthias Sachau, Andere tun es doch auch, Sprecher: Peter Jordan und Anne Weber, Hörbuch Hamburg, ISBN 978-3-86909-097-9.
- 2012: Cid Jonas Gutenrath, 110 – Ein Bulle hört zu, Sprecher: Peter Jordan, Hörbuch Hamburg, ISBN 978-3-8449-0548-9.
- 2012: Joe Bausch, Knast, Sprecher: Joe Bausch, Hörbuch Hamburg, ISBN 978-3-89903-363-2.
- 2012: Sofi Oksanen, Stalins Kühe, Sprecher: Anna Thalbach und Katharina Thalbach, Hörbuch Hamburg, ISBN 978-3-89903-391-5.
- 2012: Sören Sieg, Superdaddy, Sprecher: Jörg Pohl, Hörbuch Hamburg, ISBN 978-3-86909-107-5.
- 2012: Liza Marklund, Weißer Tod, Sprecher: Nina Petri und Andreas Petri, Hörbuch Hamburg, ISBN 978-3-89903-360-1.
- 2012: Abdel Sellou, Einfach Freunde. Die wahre Geschichte des Pflegers Driss aus „Ziemlich beste Freunde“, Sprecher: Sascha Rotermund, Hörbuch Hamburg, ISBN 978-3-86909-116-7.
- 2012: Florian Beckerhoff, Karl Konrads heimliches Afrika, Sprecher: Bjarne Mädel, Hörbuch Hamburg, ISBN 978-3-89903-377-9.
- 2012: Guillaume Musso, Nachricht von dir, Sprecher: Nina Petri und Andreas Fröhlich, OSTERWOLDaudio, ISBN 978-3-86952-190-9.
- 2012: Louise Millar, Allein die Angst, Sprecher: Caroline Peters, Andrea Sawatzki und Stefanie Stappenbeck, OSTERWOLDaudio, ISBN 978-3-86952-124-4.
- 2012: Kyung-Sook Shin, Als Mutter verschwand, Sprecher: Hans Kremer,  Marlen Diekhoff, Sebastian Rudolph und Julia Nachtmann, OSTERWOLDaudio, ISBN 978-3-86952-106-0.
- 2012: Steffen Möller, Expedition zu den Polen. Eine Reise mit dem Berlin-Warszawa-Express, Sprecher: Steffen Möller, OSTERWOLDaudio, ISBN 978-3-86952-113-8.
- 2012: François Lelord, Die kleine Souvenirverkäuferin, Sprecher: Detlef Bierstedt, OSTERWOLDaudio, ISBN 978-3-86952-108-4.
- 2012: Nicolas Barreau, Eines Abends in Paris, Sprecher: Andreas Fröhlich, OSTERWOLDaudio, ISBN 978-3-86952-135-0.

## Regie (Auszug)
2014: Yasmina Reza, Glücklich die Glücklichen, Sprecher: Matthias Brandt, Wolfram Koch, Eva Mattes und Birgit Minichmayr, Hörbuch Hamburg, ISBN 978-3-89903-893-4.

2014: Daniel Glattauer, Die Wunderübung. Eine Komödie, Sprecher: Andrea Sawatzki, Christian Berkel und Wolfram Koch, Hörbuch Hamburg, ISBN 978-3-89903-888-0.

2014: Haruki Murakami, Die Pilgerjahre des farblosen Herrn Tazaki, Sprecher: Wanja Mues, Hörbuch Hamburg, ISBN 978-3-89903-895-8.

2014: Ferdinand von Schirach, Die Würde ist antastbar, Sprecher: Ferdinand von Schirach, OSTERWOLDaudio, ISBN 978-3-86952-221-0.

2014: Simon van Booy, Die Illusion des Getrenntseins, Sprecher: Markus Boysen, Sebastian Rudolph, Lisa Hagmeister, Sebastian Zimmler, Jörg Pohl und Wolf-Dietrich Sprenger, OSTERWOLDaudio, ISBN 978-3-86952-210-4.

2014: Kim Leine, Ewigkeitsfjord, Sprecher: Rainer Strecker, OSTERWOLDaudio, ISBN 978-3-86952-209-8.

2014: Andrea Sawatzki, Von Erholung war nie die Rede, Sprecher: Andrea Sawatzki, OSTERWOLDaudio, ISBN 978-3-86952-225-8.

2014: Else Holmelund Minarik, Besuch vom Kleinen Bären / Vater Bär ist wieder da, Sprecher: Eva Mattes, ISBN 978-3-86742-535-3.

2014: Andreas Steinhöfel, Anders, Sprecher: Andreas Steinhöfel, Silberfisch, ISBN 978-3-86742-180-5.

2014: Andreas Steinhöfel, Glitzerkatze und Stinkmaus, Sprecher: Andreas Steinhöfel, Silberfisch, ISBN 978-3-86742-171-3.

2014: Sally Gardner, Zerbrochener Mond, Sprecher: Andreas Steinhöfel, Silberfisch, ISBN 978-3-86742-264-2.

2013: Torsten Schulz, Nilowsky, Sprecher: Sebastian Zimmler, Hörbuch Hamburg, ISBN 978-3-89903-857-6.

2013: Hortense Ullrich, Hühner-Voodoo, Sprecher: Victoria Trauttmansdorff, Hörbuch Hamburg, ISBN 978-3-86909-126-6.

2013: Ulrich Tukur, Die Spieluhr, Sprecher: Ulrich Tukur, Hörbuch Hamburg, ISBN 978-3-89903-589-6.

2013: Åke Edwardson, Die Rache des Chamäleons, Sprecher: Wolfram Koch, Hörbuch Hamburg, ISBN 978-3-89903-389-2.

2013: George Orwell, 1984, Sprecher: Sebastian Rudolph, Hörbuch Hamburg, ISBN 978-3-89903-912-2.

2013: Stefan Scheich, Blutwurstblues. Ein Mick-Brisgau-Krimi. Der große Roman mit dem Team von Der letzte Bulle, Sprecher: Peter Jordan, Hörbuch Hamburg, ISBN 978-3-89903-584-1.

2013: John le Caré, Der Spion, der aus der Kälte kam, Sprecher: Matthias Brandt, Hörbuch Hamburg, ISBN 978-3-89903-582-7.

2013: Daniel Kehlmann, F, Sprecher: Burghart Klaußner, Hörbuch Hamburg, ISBN 978-3-89903-887-3.

2013: Marie-Renée Lavoie, Ich und Monsieur Roger, Sprecher: Birte Schnöink, Hörbuch Hamburg, ISBN 978-3-89903-877-4.

2013: Herta Müller, Immer derselbe Schnee und immer derselbe Onkel, Sprecher: Herta Müller, Hörbuch Hamburg, ISBN 978-3-89903-395-3.

2013: Helene Hegemann, Jage zwei Tiger, Sprecher: Birgit Minichmayr, Hörbuch Hamburg, ISBN 978-3-89903-871-2.

2013: Mohsin Hamid, So wirst du stinkreich im boomenden Asien, Sprecher: Jörg Pohl, Hörbuch Hamburg, ISBN 978-3-89903-884-2.

2013: Tania Carver, Stirb, mein Prinz, Sprecher: Achim Buch, Hörbuch Hamburg, ISBN 978-3-89903-863-7.

2013: Sabine Thomas, Und konnten es einfach nicht fassen, Sprecher: Désirée Nosbusch, Hörbuch Hamburg, ISBN 978-3-89903-868-2.

2013: Hans Fallada, Der Bettler, der Glück bringt, Sprecher: Ulrich Noethen und Anna Thalbach, OSTERWOLDaudio, ISBN 978-3-86952-150-3.

2013: Andrea Sawatzki, Ein allzu braves Mädchen, Sprecher: Andrea Sawatzki, OSTERWOLDaudio, ISBN 978-3-86952-165-7.

2013: François Lelord, Hector fängt ein neues Leben an, Sprecher: August Zirner, OSTERWOLDaudio, ISBN 978-3-86952-179-4.

2013: François Lelord, Hector und die Geheimnisse der Liebe, Sprecher: August Zirner, OSTERWOLDaudio, ISBN 978-3-86952-163-3.

2013: Susanna Tamaro, Mein Herz ruft deinen Namen,  Sprecher: Ulrich Pleitgen, OSTERWOLDaudio, ISBN 978-3-86952-122-0.

2013: Marie Darrieussecq, Prinzessinnen, Sprecher: Birte Schnöink, OSTERWOLDaudio, ISBN 978-3-86952-039-1.

2013: Ismet Prcic, Scherben, Sprecher: Jörg Pohl, OSTERWOLDaudio, ISBN 978-3-86952-040-7.

2013: Ferdinand von Schirach, Tabu, Sprecher: Matthias Brandt, OSTERWOLDaudio, ISBN 978-3-86952-176-3.

2013: Andrea Sawatzki, Tief durchatmen, die Familie kommt, Sprecher: Andrea Sawatzki, OSTERWOLDaudio, ISBN 978-3-86952-061-2.

2013: Else Holmelund Minarik, Der Kleine Bär / Der Kleine Bär und seine Freundin, Sprecher: Eva Mattes,  Silberfisch, ISBN 978-3-86742-534-6.

2013: R.J.Palacio, Wunder, Sprecher: Andreas Steinhöfel, Sascha Icks, Birte Schnöink, Hans Löw, Mirco Kreibich, Julia Casper, Nina Petri und Boris Aljinovic, Silberfisch, ISBN 978-3-86742-702-9.

2012: Oliver Storz, Als wir Gangster waren, Sprecher: Matthias  Brandt, Hörbuch Hamburg, ISBN 978-3-89903-337-3.

2012: Nele Neuhaus, Böser Wolf. Der sechste Fall für Bodenstein und Kirchhoff, Sprecher: Julia Nachtmann, Hörbuch Hamburg, ISBN 978-3-89903-379-3.

2012: Carol Birch, Der Atem der Welt, Sprecher: Sebastian Rudolph, Hörbuch Hamburg, ISBN 978-3-89903-381-6.

2012: Antti Tuomainen,  Der Heiler, Sprecher: Wolfram Koch, Hörbuch Hamburg, ISBN 978-3-89903-376-2.

2012: Erin Morgenstern, Der Nachtzirkus, Sprecher Matthias Brandt, Hörbuch Hamburg, ISBN 978-3-89903-355-7.

2012: Olga Grjasnowa, Der Russe ist einer, der Birken liebt, Sprecher: Julia Nachtmann, Hörbuch Hamburg, ISBN 978-3-89903-364-9.

2012: Florian Beckerhoff, Frau Ella, Sprecher: Peter Jordan, Hörbuch Hamburg, ISBN 978-3-86909-067-2.

2012: Janne Teller, Komm, Sprecher: Marlen Diekhoff, Hörbuch Hamburg, ISBN 978-3-89903-317-5.

2012: Monika Peetz, Sieben Tage ohne, Sprecher: Inka Friedrich, Hörbuch Hamburg, ISBN 978-3-89903-359-5.

2012: Sandra Hoffmann, Was ihm fehlen wird, wenn er tot ist, Sprecher: Ulrich Pleitgen, Hörbuch Hamburg, ISBN 978-3-89903-387-8.

2012: Stéphane Hessel und Edgar Morin, Wege der Hoffnung, Sprecher: Wolfram Koch, Hörbuch Hamburg, ISBN 978-3-89903-371-7.

2012: Dalai Lama und Stéphane Hessel, Wir erklären den Frieden! Für einen Fortschritt des Geistes, Sprecher: Jörg Pohl, Sebastian Rudolph und Alicia Aumüller, Hörbuch Hamburg, ISBN 978-3-89903-397-7.

2012: Elisabeth Herrmann, Zeugin der Toten, Sprecher: Nina Petri, Hörbuch Hamburg, ISBN 978-3-86909-101-3.

2012: Ferdinand von Schirach, Carl Tohrbergs Weihnachten, Sprecher: Christian Berkel, OSTERWOLDaudio, ISBN 978-3-86952-133-6.

2012: Hans Fallada, Christkind verkehrt, Sprecher: Anna Thalbach, OSTERWOLDaudio, ISBN 978-3-86952-140-4.

2012: Toni Jordan, Die schönsten Dinge, Sprecher: Nina Petri, OSTERWOLDaudio, ISBN 978-3-86952-127-5.

2012: Johann Wolfgang Goethe, Faust I, Sprecher: Sebastian Rudolph,  OSTERWOLDaudio, ISBN 978-3-86952-170-1.

2012: Peter Prange, Platz da, ich lebe! Ein Haus zum Sterben voller Leben: Die Kinder und Jugendlichen des Hospiz Balthasar, Sprecher: divers, OSTERWOLDaudio, ISBN 978-3-86952-147-3.

2012: Radek Knapp, Reise nach Kalino, Sprecher: Markus Boysen, OSTERWOLDaudio, ISBN 978-3-86952-136-7.

2012: Michael Kobr und Volker Klüpfel, Schutzpatron – Die Komplettlesung. Kluftingers neuer Fall, Sprecher: Herbert Knaup und Markus Boysen, OSTERWOLDaudio, ISBN 978-3-86952-111-4.

2012: Johan Theorin, So bitterkalt, Sprecher: Wolfram Koch und Hans Löw, OSTERWOLDaudio, ISBN 978-3-86952-130-5.

2012: Georg M. Oswald, Unter Feinden, Sprecher: Detlef Bierstedt, OSTERWOLDaudio, ISBN 978-3-86952-120-6.

2012: Julie Kibler, Zu zweit tut das Herz nur halb so weh, Sprecher: Maja Schöne und Nina Petri, OSTERWOLDaudio, ISBN 978-3-86952-134-3.

2011: Nele Neuhaus, Eine unbeliebte Frau, Sprecher: Julia Nachtmann, Hörbuch Hamburg, ISBN 978-3-86909-091-7.

2011: Nele Neuhaus, Mordsfreunde, Sprecher: Julia Nachtmann, Hörbuch Hamburg, ISBN 978-3-86909-090-0.

2011: Nele Neuhaus, Schneewittchen muss sterben, Sprecher: Julia Nachtmann, Hörbuch Hamburg, ISBN 978-3-86909-061-0.

2011: Nele Neuhaus, Tiefe Wunden, Sprecher: Julia Nachtmann, Hörbuch Hamburg, ISBN 978-3-86909-062-7.

2011: Nele Neuhaus, Wer Wind sät, Sprecher: Julia Nachtmann, Hörbuch Hamburg, ISBN 978-3-89903-054-9.

2011: Daniel Silva, Das Moskau-Komplott, Sprecher: Achim Buch, OSTERWOLDaudio, ISBN 978-3-86952-078-0.

2010: David Nicholls, Zwei an einem Tag, Sprecher: Nina Petri und Andreas Fröhlich, Hörbuch Hamburg, ISBN 978-3-89903-312-0.

2010: Henning Mankell, Mittsommermord, Sprecher: Ulrich Pleitgen, Hörbuch Hamburg, ISBN 978-3-86909-089-4.

2010: Tania Carver, Entrissen, Sprecher: Anne Weber, Hörbuch Hamburg, ISBN 978-3-86909-070-2.

2010: Herta Müller, Niederungen, Sprecher: Marlen Diekhoff, Herta Müller und Albert Kitzl, Hörbuch Hamburg, ISBN 978-3-89903-622-0.

2010: Peter Scholl-Latour, Die Angst des weißen Mannes. Ein Abgesang, Sprecher: Stephan Schad, Hörbuch Hamburg, ISBN 978-3-89903-699-2.

2010: Frank Schulz, Mehr Liebe. Heikle Geschichten, Sprecher: Harry Rowohlt, Frank Schulz und Peter Jordan, Hörbuch Hamburg, ISBN 978-3-89903-421-9.

2010: Yasmina Khadra, Die Schuld des Tages an die Nacht, Sprecher: Matthias Brandt, Hörbuch Hamburg, ISBN 978-3-89903-688-6.

2010: Daniel Kehlmann, Unter der Sonne, Sprecher: Ulrich Pleitgen, Matthias Brandt, Burghart Klaußner und Daniel Kehlmann, Hörbuch Hamburg, ISBN 978-3-89903-695-4.

2010: Clancy Martin, Verkaufen, Sprecher: Rufus Beck, Hörbuch Hamburg, ISBN 978-3-89903-687-9.

2010: François Lelord, Hectors Reise oder die Suche nach dem Glück, Sprecher: August Zirner, OSTERWOLDaudio, ISBN 978-3-86952-162-6.

2010: Nina Blazon, Die Königsmalerin, Sprecher: Nina Petri, OSTERWOLDaudio, ISBN 978-3-86952-025-4.

2010: Alissa Walser, Am Anfang war die Nacht Musik, Sprecher: Ulrich Pleitgen, OSTERWOLDaudio, ISBN 978-3-86952-070-4.

2010: François Lelord, Hector und das Wunder der Freundschaft, Sprecher: August Zirner, OSTERWOLDaudio, ISBN 978-3-86952-160-2.

2010: Stephenie Meyer, Biss zum Morgengrauen – Die ungekürzte Lesung, Sprecher: Annina Braunmiller, Silberfisch, ISBN 978-3-86742-067-9.

2009: François Lelord, Hector & Hector und die Geheimnisse des Lebens, Sprecher: August Zirner, OSTERWOLDaudio, ISBN 978-3-86952-161-9.